# Jianli (köpinghuvudort i Kina, Liaoning Sheng, lat 40,88, long 122,33)
Jianli är en köpinghuvudort i Kina. Den ligger i provinsen Liaoning, i den nordöstra delen av landet, omkring 140 kilometer sydväst om provinshuvudstaden Shenyang. Antalet invånare är 19 485. Befolkningen består av 9 571 kvinnor och 9 914 män. Barn under 15 år utgör 14,0 %, vuxna 15-64 år 77 %, och äldre över 65 år 8,0 %.
Runt Jianli är det tätbefolkat, med 493 invånare per kvadratkilometer. Närmaste större samhälle är Qikou, 8,3 km öster om Jianli. Trakten runt Jianli består till största delen av jordbruksmark.
Genomsnittlig årsnederbörd är 870 millimeter. Den regnigaste månaden är juli, med i genomsnitt 212 mm nederbörd, och den torraste är januari, med 8 mm nederbörd.